# Ali Shukriu
Ali Shukriu (12. září 1919, Kosovska Mitrovica, Srbsko – 6. ledna 2005, Bělehrad, Srbsko a Černá Hora) byl kosovskoalbánský politik, člen jugoslávské komunistické strany a účastník partyzánského boje.

## Životopis
Shukriu se narodil v Kosovské Mitrovici. Před druhou světovou válkou studoval lékařství. Roku 1939 vstoupil do Svazu komunistů Jugoslávie. O rok později byl členem Oblastního výboru Komunistické strany pro Kosovo.
Byl jedním z organizátorů povstání proti okupačním vojskům na území Kosova. Zastával funkci sekretáře Místního výboru SKJ pro Kosovskou Mitrovici, byl politický komisař Štábu operativní zóny pro Kosovo a sousední oblasti.
Po skončení války byl ministrem nejprve ve vládě NR Srbsko, později i ve vládě federální. Mezi lety 1963 – 1967 byl předsedou Výkonné rady Autonomní oblasti Kosovo. Od roku 1981 byl předsedou Předsednictva SAO Kosovo. Ve funkci nahradil po demonstracích v březnu téhož roku Xhavita Nimaniho. Demonstrace označil za kontrarevoluci. V roce 1982 jej ve funkci nahradil Kolë Shiroka.
Od 26. června 1984 do 25. června 1985 byl předsedou předsednictva Ústředního výboru Svazu komunistů Jugoslávie. Byl projugoslávsky orientován a ostře odsuzoval protesty albánského obyvatelstva koncem 80. let na území Kosova. Na své politické funkce rezignoval v souvislosti se stávkou ve Starém Trgu v únoru 1989, která vedla k vyhlášení výjimečného stavu.